# Akwa United Football Club
Actualités
Akwa United Football Club est un club nigérian de football basé à Uyo.

## Histoire
Le club est fondé en décembre 1996 à Uyo par l'administration militaire de l'État d'Akwa Ibom sous le nom d’Ibom Stars FC. Lorsque la formation de NITEL Vasco Da Gama est dissoute, les propriétaires vendent la licence aux gérants d'Ibom Stars, ce qui permet au club de pouvoir s'engager en championnat national.
Akwa United dispute pour la première fois le championnat de première division lors de la saison 2007. Son meilleur résultat en championnat est une 4e place en 2017.
Le club a également remporté deux titres, en Coupe du Nigeria, en 2015 et 2017. Ces deux succès lui ont permis de participer à la Coupe de la confédération.

## Palmarès
- Championnat du Nigeria
  - Champion : 2021
- Coupe du Nigeria
  - Vainqueur en 2015 et 2017
- Supercoupe du Nigeria
  - Vainqueur en 2016